# Mesapamea canella
Mesapamea canella là một loài bướm đêm trong họ Noctuidae.